# 生源寺眞一
生源寺 眞一（しょうげんじ しんいち、1951年10月26日 - ）は、日本の経済学者（農業経済学）。東京大学教授・名古屋大学教授を経て、福島大学食農学類長。

## 経歴
愛知県名古屋市に生まれる。祖父は名古屋航空研究所所長や名古屋大学名誉教授を務めた生源寺順で、日吉大社神職の生源寺家の子孫。父の生源寺治雄も工学者。愛知県立旭丘高等学校を経て、1976年東京大学農学部農業経済学科卒業。
同年農林省農事試験場試験場研究員。北海道農業試験場研究員を経て、1987年、農学博士の学位を取得、同年東京大学農学部に奉職（助教授）、1996年同教授。2007年から2011年まで東京大学大学院農学生命科学研究科長・農学部長。2011年から2017年まで名古屋大学大学院教授。2017年からは福島大学に設置されることとなった食農学類準備室室長を務める。2019年、新学類の発足に伴い福島大学食農学類長に就任。
この間、食料・農業・農村政策審議会委員（企画部会長・食糧部会長・畜産部会長など）、日本フードシステム学会会長、農村計画学会会長、日本農業経営学会会長などを務める。
現在、食料・農業・農村政策審議会会長、日本学術会議会員、生協総合研究所理事長、認定NPO法人樹恩ネットワーク会長、NPO法人中山間地域フォーラム会長、全国町村会地域農政未来塾塾長、全国大学生活協同組合連合会会長など。

## 栄誉栄典
- 全国町村会創立100周年記念 表彰[7][6]

## 著書

### 単著
- 『農地の経済分析』農林統計協会、1990年。ISBN 978-4-541-01292-0。
- 『現代農業政策の経済分析』東京大学出版会、1998年。ISBN 978-4-13-040160-9。
- 『アンチ急進派の農政改革論』農林統計協会、1998年。ISBN 978-4-541-02413-8。
- 『農政大改革：21世紀への提言』家の光協会、2000年。ISBN 978-4-259-51761-8。
- 『新しい米政策と農業・農村ビジョン』家の光協会、2003年。ISBN 978-4-259-51786-1。
- 『よくわかる食と農のはなし』家の光協会、2005年。ISBN 978-4-259-51799-1。
  - 『新版よくわかる食と農のはなし』家の光協会、2009年。ISBN 978-4-259-51825-7。
- 『現代日本の農政改革』東京大学出版会、2006年。ISBN 978-4-13-071105-0。
- 『農業再建：真価問われる日本の農政』岩波書店、2008年。ISBN 978-4-00-001820-3。
- 『農業がわかると、社会のしくみが見えてくる：高校生からの食と農の経済学入門』家の光協会、2010年。ISBN 978-4-259-51837-0。
  - 『新版農業がわかると、社会のしくみが見えてくる：高校生からの食と農の経済学入門』家の光協会、2018年。ISBN 978-4-259-51866-0。
- 『農業と農政の視野：論理の力と歴史の重み』農林統計出版、2010年。ISBN 978-4-89732-209-4。
  - 『続・農業と農政の視野：論理の力と歴史の重み』農林統計出版、2015年。ISBN 978-4-89732-311-4。
  - 『農業と農政の視野：論理の力と歴史の重み/完』農林統計出版、2017年。ISBN 978-4-89732-363-3。
- 『日本農業の真実』筑摩書房〈ちくま新書〉、2011年。ISBN 978-4-480-06608-4。
- 『農業と人間：食と農の未来を考える』岩波書店〈岩波現代全書〉、2013年。ISBN 978-4-00-029114-9。

### 共著
- （谷口信和・藤田夏樹・森建資・八木宏典）『農業経済学』（1993、東京大学出版会）
- （荏開津典生）『こころ豊かなれ日本農業新論：21世紀の食と農と環境を考える』（1995、家の光協会）
- （鈴木宣弘・佐々木敏夫・小林康平・鈴木充夫）『主要国の乳価形成：ウルグァイ・ラウンド対応のための乳価政策』（1997、酪農総合研究所）
- （林良博・高橋弘）『ふるさと資源の再発見：農村の新しい地域づくりをめざして』（2005、家の光協会）

### 編著
- 『地殻変動下のコメ政策：川上・川下からのアプローチ』農林統計協会、2000年。ISBN 9784541026644。
- 『21世紀日本農業の基礎構造：2000年農業センサス分析』農林統計協会、2002年。ISBN 9784541029751。
- 『改革時代の農業政策：最近の政策研究レビュー』農林統計出版、2009年。ISBN 9784897321752。

### 共編著
- （佐伯尚美）『酪農生産の基礎構造』（1995、農林統計協会）
- （高橋正郎監修・白石正彦）『フードシステムの展開と政策の役割』（2003、農林統計協会）
- （農協共済総合研究所）『これからの農協：発展のための複眼的アプローチ』（2007、農林統計協会）
- （安田弘法・中村宗一郎・太田寛行・橘勝康）『農学入門：食料・生命・環境科学の魅力』（2013、養賢堂）
- （太田寛行・安田弘法）『農学が世界を救う!：食料・生命・環境をめぐる科学の挑戦』（2017、岩波書店）

### 監修
- （深光富士男著）『イラストでみる食料自給率がわかる事典』（2009、PHP研究所）
- （土壌と生活研究会著）『おもしろサイエンス 土壌の科学』（2010、日刊工業新聞社）

### 監訳
- ハワード・ニュービー著『英国のカントリーサイド：幻想と現実』（1999、楽游書房）
- OECD編著『図表でみるOECD諸国の農業政策』（中嶋康博との共監訳、2005、明石書店）